# Doechovsjtsjina
Doechovsjtsjina (Russisch: Духовщина) is een kleine stad in de Russische oblast Smolensk. Het aantal inwoners ligt rond de 4.500, ruim 1000 minder sinds het uiteenvallen van de Sovjet-Unie. Doechovsjtsjina is tevens het centrum van het gelijknamige bestuurlijke rayon. De stad ligt aan de rivier Vostitsa, in het stroomgebied van de Dnjepr, ongeveer 57 kilometer ten noordoosten van Smolensk.
De nederzetting is ontstaan op de plek van het voormalige Doechovklooster. In 1777 werd de status van stad toegekend.
Bestuurlijk centrum: Smolensk 

Demidov · Desnogorsk · Dorogoboezj · Doechovsjtsjina · Gagarin · Jartsevo · Jelnja · Potsjinok · Roslavl · Roednja · Safonovo · Sytsjovka · Velizj · Vjazma